# Norman Mason
Norman Kellogg Mason (Nassau (Bahamas), 25 november 1895 - St. Louis, Missouri, juli 1971) was een Amerikaanse jazzsaxofonist (bariton-, sopraan- en altsaxofoon) en klarinettist, die vele jaren actief was in de muziekscene van St. Louis.

## Biografie
Mason deed zijn eerste ervaringen als muzikant op in Nassau (Bahamas). In 1913 trok hij naar Miami, toerde met de Rabbit Foot Minstrels en woonde een tijd lang in Jackson (Mississippi). Vanaf 1920 werkte hij bij Fate Marable, op stoomschepen en in nachtclubs in St. Louis. Zijn eerste opnames met Marable hadden plaats in 1924, voor Okeh Records. Vanaf 1921 was hij rietblazer in Ed Allen's Whispering Gold Band. Vanaf 1929 speelde hij ook klarinet. In die tijd richtte hij de groep Carolina Melodists op, waarmee hij toerde in het Middenwesten, in de zuidelijke staten en New York. Hun muziek werd ook uitgezonden op de radio. In 1934 speelde hij in Club Annex in Chicago.
Tijdens de oorlog werkte hij in de staal. In 1956 nam hij in St. Louis op met de Dixie Stompers; in de jaren 60 met Singleton Palmer and His Dixieland Band. In de jazz speelde hij tussen 1924 en 1967 mee op tien opnamesessies.